# سفارة السويد في زامبيا
سفارة السويد في زامبيا هي أرفع تمثيل دبلوماسي لدولة السويد لدى زامبيا. تقع السفارة في وهي تهدف لتعزيز المصالح السويدية في زامبيا.

## وصلات خارجية
- قائمة سفارات السويد
- قائمة السفارات في زامبيا